# Mauro Arambarri
Mauro Wilney Arambarri Rosa (Salto, 30 de septiembre de 1995) es un futbolista uruguayo que juega como centrocampista en el Getafe C. F. de la Primera División de España.

## Trayectoria

### Juveniles
Realizó el baby fútbol en Gladiador, un equipo cercano a su casa en Salto. Jugó desde los 8 a los 13 años, a muy temprana edad alternaba en Tropezón, club de la Liga de Colonias Agrarias de Salto que era dirigido por su padre en Tercera División. A los 10 años debutó entre los grandes, en Tercera. Jugó de los 13 a los 15 en Tropezón, 2 años. Fue fichado por Nacional de Salto donde jugó 10 meses.
En 2009 y 2010 fue parte de la selección sub-15 de Salto. Logró el Campeonato de Selecciones del Interior de Uruguay en esa categoría y fue una de las figuras.
En 2011 se armó un campeonato sub-15 con las 4 mejores selecciones del interior y los 4 mejores equipos de Montevideo. Le tocó en el grupo B, con Nacional, Defensor Sporting y el Chuy. La sede fue en Salto, el primer partido fue contra Chuy el 2 de febrero y ganaron 2 a 1, luego el 4 de febrero jugaron contra Nacional pero perdieron 1 a 0. El partido final del grupo fue contra Defensor y empataron 1 a 1, tuvo un gran rendimiento, lo invitaron a formar parte del equipo y Mauro respondió afirmativamente. Finalmente la Viola logró el Campeonato Integración Sub-15 del 2010. En marzo de se integró a las formativas del club.
Tuvo que acostumbrarse al ritmo de un equipo profesional, a practicar todos los días. La adaptación dio sus frutos, en 2012 logró el Campeonato Uruguayo sub-17 y aportó 13 goles al equipo.

### Defensor Sporting
El 1 de julio de 2013 fue ascendido al primer equipo. Debutó en la máxima categoría como titular, con 17 años, el 15 de septiembre, enfrentó a Fénix con el dorsal 18, la edad que cumpliría días después y ganaron 1 a 0 en el Franzini. Jugó 9 partidos en el Apertura y en el Clausura no tuvo continuidad, disputó 3 partidos.
En la temporada 2014-15 se afirmó en primera, jugó 12 de los 15 partidos del Apertura y todos como titular.
En diciembre se aprobó la venta del 70% del pase a un grupo inversor por 1.300.000 dólares. El dinero le sirvió al club para mejorar sus problemas económicos. Fue pretendido por Juventus de Italia y Málaga de España.
Mauro disputó 7 partidos del Torneo Clausura, en el que anotó su primer gol oficial el 21 de marzo de 2015 ante Cerro. No tuvo continuidad debido a su convocatoria con la selección sub-20 de Uruguay.
Para la temporada 2015/16, siguió demostrando sus condiciones. El 11 de septiembre de 2015 se puso el brazalete de capitán por primera vez en toda su carrera, jugaron contra Rentistas y ganaron 2 a 0.
El 7 de noviembre, fue titular y capitán contra Cerro, jugaron como visitantes en el Tróccoli, Defensor ganó 3 a 2, le quitaron el invicto como locales al equipo de la villa, fue su partido número 50 como profesional.
Finalizó el Torneo Apertura de 2015 con 13 presencias, 12 como titular, además jugó la Copa Sudamericana 2015 y llegaron hasta cuartos de final, disputó los 8 partidos de su equipo.
El 1 de enero de 2016, Mauro fue destacado por Diego Forlán como el mejor futbolista sudamericano joven de 2015.
Mauro disputó la Copa Suat 2016, fue titular en el primer partido amistoso, contra el clásico rival, Danubio, pero perdieron 1 a 0 con un gol en los minutos finales. Luego, por el tercer puesto, vencieron a Argentinos Juniors.
El 28 de enero, trascendió el futuro de Arambarri, se llegó a un acuerdo con el club francés Burdeos.

### Girondins de Burdeos
Finalmente, el 31 de enero de 2016 fichó para jugar en la Ligue 1 por 4 temporadas y media. Al otro día fue presentado y le fue adjudicado el dorsal número 10.
Debutó con Burdeos el 3 de febrero en la fecha 24 de la primera división francesa, ingresó al minuto 66 por Valentín Vada pero perdieron 3 a 0 ante Olympique de Lyon.

### Getafe
El 8 de agosto de 2017 se confirma su cesión al Getafe Club de Fútbol, equipo recién ascendido a la Primera División de España. Debuta en la primera jornada entrando como suplente ante el Athletic Club. En la tercera jornada anota su primer gol en el derbi del sur de Madrid que acaba con victoria por 1-2, que además es el primer gol de la historia de los derbis del sur de Madrid en Primera División.
En la temporada 2018-19 se consolidó como mediocentro titular en el Getafe.

## Selección nacional
En 2012, Mauro fue parte de la preselección sub-20 de Uruguay, pero no integró la lista definitiva para jugar el Sudamericano de 2013 disputado en Argentina.
En 2014 fue parte del proceso de la selección sub-20 de Uruguay conducida por Fabián Coito, desde el comienzo, ya con minutos jugados en la máxima categoría con Defensor Sporting.
Debutó en el nuevo ciclo el 15 de abril ante Chile en el Domingo Burgueño de Maldonado, jugó como titular y ganaron 3 a 0.
Su compañero de la selección sub-20, Franco Romero, declaró en una entrevista, refiriéndose a las diferencias entre los jugadores que tienen minutos en Primera División de los que no:

«Con quien más lo percibo es con Mauro Arambarri. Es el que más me impresiona. Es un jugadorazo. Tiene todo. Marca, corre, hace jugar a los demás, pisa la pelota, mete muy buenos pases. Es un futbolista muy completo.»

El 3 de enero de 2015 fue seleccionado para defender a Uruguay en el Campeonato Sudamericano Sub-20. Debutó en la competencia el 15 de enero, frente a Colombia en el estadio Domingo Burgueño de Maldonado, fue un partido parejo de ida y vuelta pero ya cumplidos los 90 minutos el marcador era 0 a 0, hasta que un tiro de esquina de Rodrigo Amaral le permitió a Mauro dar un cabezazo y convertir el gol del triunfo para la Celeste en el minuto 92. El 17 de enero disputó el segundo partido de la llave contra el clásico rival Brasil, Uruguay abrió el marcador con gol de Gastón Pereiro a los 28 minutos del encuentro, Mauro se recorrió toda la cancha, marcando y aportando pases, en el minuto 60 tras un centro de Facundo Castro anotó su segundo gol con un cabezazo para cerrar el marcador 2 a 0, fue uno de los mejores jugadores del partido. Uruguay finalizó el Sudamericano en tercer lugar, Mauro jugó 8 partidos, anotó 3 goles y brindó una asistencia. Clasificaron a la Copa Mundial y a los Juegos Panamericanos.
El 14 de mayo fue seleccionado para defender a Uruguay en la Copa Mundial Sub-20 de Nueva Zelanda. Disputó 4 partidos pero quedaron eliminados en octavos de final contra Brasil, tras perder por penales 5 a 4.
El 21 de mayo de 2015 fue incluido en la lista preliminar de 30 jugadores para defender a la selección de Uruguay en los Juegos Panamericanos de Toronto.
Luego de mostrar un buen nivel en la Copa Mundial Sub-20, el 17 de junio fue confirmado en la lista de 18 jugadores para defender a la Celeste en los Panamericanos que se realizarán en Canadá. El 29 de junio se confirmó que Defensor Sporting no cedió a Mauro debido a que debía ser operado de la nariz.
El 8 de octubre de 2020 debutó con la selección absoluta en el primer partido de la clasificación para el Mundial de 2022 ante Chile que la celeste venció por 2-1.

### Participaciones en juveniles
| Competición                            | Sede          | Resultado        | Partidos | Goles | Asistencias |
| -------------------------------------- | ------------- | ---------------- | -------- | ----- | ----------- |
| Campeonato Sudamericano Sub-20 de 2015 | Uruguay       | Tercer puesto    | 8        | 3     | 1           |
| Copa Mundial Sub-20 de 2015            | Nueva Zelanda | Octavos de final | 4        | 0     | 0           |

| Detalle de partidos con la sub-20 | Detalle de partidos con la sub-20 | Detalle de partidos con la sub-20 | Detalle de partidos con la sub-20 | Detalle de partidos con la sub-20  | Detalle de partidos con la sub-20       | Detalle de partidos con la sub-20 | Detalle de partidos con la sub-20 | Detalle de partidos con la sub-20                            | Detalle de partidos con la sub-20 |
| N.º                               | Rival                             | Resultado                         | Fecha                             | Lugar                              | Competencia                             | Goles                             | Asistencias                       | Ref.                                                         |                                   |
| --------------------------------- | --------------------------------- | --------------------------------- | --------------------------------- | ---------------------------------- | --------------------------------------- | --------------------------------- | --------------------------------- | ------------------------------------------------------------ | --------------------------------- |
| 1                                 | Chile                             | 3:0 (1:0)                         | 15 de abril de 2014               | Maldonado · Uruguay                | Amistoso                                | -                                 | -                                 | 1                                                            |                                   |
| 2                                 | Paraguay                          | 1:0 (1:0)                         | 20 de mayo de 2014                | Montevideo · Uruguay               | Amistoso                                | -                                 | -                                 | 2                                                            |                                   |
| 3                                 | Perú                              | 1:0 (1:0)                         | 4 de agosto de 2014               | Lima · Perú                        | Amistoso                                | -                                 | -                                 | 3                                                            |                                   |
| 4                                 | Perú                              | 1:1 (1:1)                         | 6 de agosto de 2014               | Lima · Perú                        | Amistoso                                | -                                 | -                                 | 4                                                            |                                   |
| 5                                 | Perú                              | 1:0 (0:0)                         | 24 de septiembre de 2014          | Montevideo · Uruguay               | Amistoso                                | -                                 | -                                 | 5                                                            |                                   |
| 6                                 | Colombia                          | 1:0 (0:0)                         | 15 de enero de 2015               | Maldonado · Uruguay                | Campeonato Sudamericano Fase de grupos  | 92'                               | -                                 | 6                                                            |                                   |
| 7                                 | Brasil                            | 2:0 (1:0)                         | 17 de enero de 2015               | Maldonado · Uruguay                | Campeonato Sudamericano Fase de grupos  | 60'                               | -                                 | 7                                                            |                                   |
| 8                                 | Chile                             | 6:1 (3:0)                         | 21 de enero de 2015               | Maldonado · Uruguay                | Campeonato Sudamericano Fase de grupos  | -                                 | 46' a Franco Acosta               | 8                                                            |                                   |
| 9                                 | Brasil                            | 0:0 (0:0)                         | 26 de enero de 2015               | Montevideo · Uruguay               | Campeonato Sudamericano Hexagonal final | -                                 | -                                 | 9                                                            |                                   |
| 10                                | Perú                              | 3:1 (1:0)                         | 29 de enero de 2015               | Montevideo · Uruguay               | Campeonato Sudamericano Hexagonal final | 78'                               | -                                 | 10                                                           |                                   |
| 11                                | Paraguay                          | 2:0 (2:0)                         | 2 de febrero de 2015              | Montevideo · Uruguay               | Campeonato Sudamericano Hexagonal final | -                                 | -                                 | 11                                                           |                                   |
| 12                                | Colombia                          | 0:0 (0:0)                         | 4 de febrero de 2015              | Montevideo · Uruguay               | Campeonato Sudamericano Hexagonal final | -                                 | -                                 | 12                                                           |                                   |
| 13                                | Argentina                         | 1:2 (1:1)                         | 7 de febrero de 2015              | Montevideo · Uruguay               | Campeonato Sudamericano Hexagonal final | -                                 | -                                 | 13                                                           |                                   |
| 14                                | Francia                           | 1:1 (1:0)                         | 26 de marzo de 2015               | Clairefontaine-en-Yvelines Francia | Amistoso                                | -                                 | -                                 | 14 Archivado el 23 de septiembre de 2015 en Wayback Machine. |                                   |
| 15                                | Uzbekistán                        | 0:1 (0:1)                         | 29 de marzo de 2015               | Coímbra Portugal                   | Amistoso                                | -                                 | -                                 | 15 Archivado el 30 de marzo de 2016 en Wayback Machine.      |                                   |
| 16                                | Portugal                          | 0:3 (0:2)                         | 31 de marzo de 2015               | Coímbra Portugal                   | Amistoso                                | -                                 | -                                 | 16 Archivado el 4 de marzo de 2016 en Wayback Machine.       |                                   |
| 17                                | Honduras                          | 1:2 (0:1)                         | 11 de mayo de 2015                | Maldonado · Uruguay                | Amistoso                                | -                                 | -                                 | 17                                                           |                                   |
| 18                                | Honduras                          | 5:0 (3:0)                         | 13 de mayo de 2015                | Montevideo · Uruguay               | Amistoso                                | -                                 | -                                 | 18                                                           |                                   |
| 19                                | Panamá                            | 0:1 (0:0)                         | 20 de mayo de 2015                | Hamilton Nueva Zelanda             | Amistoso                                | -                                 | -                                 | 19                                                           |                                   |
| 20                                | Ucrania                           | 2:1 (0:0)                         | 24 de mayo de 2015                | Auckland Nueva Zelanda             | Amistoso                                | -                                 | -                                 | 20                                                           |                                   |
| 21                                | Serbia                            | 1:0 (0:0)                         | 31 de mayo de 2015                | Dunedin Nueva Zelanda              | Copa Mundial Fase de grupos             | -                                 | -                                 | 21 Archivado el 31 de mayo de 2015 en Wayback Machine.       |                                   |
| 22                                | México                            | 1:2 (0:0)                         | 3 de junio de 2015                | Dunedin Nueva Zelanda              | Copa Mundial Fase de grupos             | -                                 | -                                 | 22 Archivado el 27 de octubre de 2018 en Wayback Machine.    |                                   |
| 23                                | Malí                              | 1:1 (1:1)                         | 6 de junio de 2015                | Hamilton Nueva Zelanda             | Copa Mundial Fase de grupos             | -                                 | -                                 | 23                                                           |                                   |
| 24                                | Brasil                            | 0:0 (0:0) (4:5 pen.)              | 11 de junio de 2015               | Nueva Plymouth Nueva Zelanda       | Copa Mundial Octavos de final           | -                                 | -                                 | 24 Archivado el 27 de octubre de 2018 en Wayback Machine.    |                                   |

## Estadísticas

### Clubes
Actualizado al 17 de agosto de 2025.
| Club                               | Div.          | Temporada     | Liga  | Liga  | Copas nacionales | Copas nacionales | Torneos internacionales | Torneos internacionales | Total | Total |
| Club                               | Div.          | Temporada     | Part. | Goles | Part.            | Goles            | Part.                   | Goles                   | Part. | Goles |
| ---------------------------------- | ------------- | ------------- | ----- | ----- | ---------------- | ---------------- | ----------------------- | ----------------------- | ----- | ----- |
| Defensor Sporting · Uruguay        | 1.ª           | 2013-14       | 12    | 0     | —                | —                | 0                       | 0                       | 12    | 0     |
| Defensor Sporting · Uruguay        | 1.ª           | 2014-15       | 19    | 1     | —                | —                | —                       | —                       | 19    | 1     |
| Defensor Sporting · Uruguay        | 1.ª           | 2015-16       | 13    | 0     | —                | —                | 8                       | 0                       | 21    | 0     |
| Defensor Sporting · Uruguay        | Total club    | Total club    | 44    | 1     | 0                | 0                | 8                       | 0                       | 52    | 1     |
| F. C. Girondins de Burdeos Francia | 1.ª           | 2015-16       | 5     | 0     | 0                | 0                | —                       | —                       | 5     | 0     |
| F. C. Girondins de Burdeos Francia | 1.ª           | 2016-17       | 4     | 0     | 2                | 0                | —                       | —                       | 6     | 0     |
| F. C. Girondins de Burdeos Francia | 1.ª           | 2017-18       | 0     | 0     | 0                | 0                | 1                       | 0                       | 1     | 0     |
| F. C. Girondins de Burdeos Francia | Total club    | Total club    | 9     | 0     | 2                | 0                | 1                       | 0                       | 12    | 0     |
| Getafe C. F. · España              | 1.ª           | 2017-18       | 27    | 1     | 2                | 0                | —                       | —                       | 29    | 1     |
| Getafe C. F. · España              | 1.ª           | 2018-19       | 33    | 1     | 3                | 0                | —                       | —                       | 36    | 1     |
| Getafe C. F. · España              | 1.ª           | 2019-20       | 35    | 1     | 1                | 0                | 6                       | 0                       | 42    | 1     |
| Getafe C. F. · España              | 1.ª           | 2020-21       | 34    | 3     | 1                | 0                | —                       | —                       | 35    | 3     |
| Getafe C. F. · España              | 1.ª           | 2021-22       | 31    | 0     | 0                | 0                | ―                       | ―                       | 31    | 0     |
| Getafe C. F. · España              | 1.ª           | 2022-23       | 13    | 0     | 0                | 0                | ―                       | ―                       | 13    | 0     |
| Getafe C. F. · España              | 1.ª           | 2023-24       | 7     | 0     | 0                | 0                | ―                       | ―                       | 7     | 0     |
| Getafe C. F. · España              | 1.ª           | 2024-25       | 35    | 10    | 2                | 0                | ―                       | ―                       | 37    | 10    |
| Getafe C. F. · España              | 1.ª           | 2025-26       | 1     | 0     | 0                | 0                | ―                       | ―                       | 1     | 0     |
| Getafe C. F. · España              | Total club    | Total club    | 216   | 16    | 9                | 0                | 6                       | 0                       | 231   | 16    |
| Total carrera                      | Total carrera | Total carrera | 269   | 17    | 11               | 0                | 15                      | 0                       | 295   | 17    |

### Selecciones
Actualizado al 11 de junio de 2015.
Último partido citado: Brasil 0 - 0 Uruguay
| Sub-20 · Uruguay | 2013-14       | - | - | - | - | 2  | 0 | 2  | 0 |
| Sub-20 · Uruguay | 2014-15       | 8 | 3 | 4 | 0 | 10 | 0 | 22 | 3 |
| Sub-20 · Uruguay | Total sel.    | 8 | 3 | 4 | 0 | 12 | 0 | 24 | 3 |
| Total carrera | Total carrera | 8 | 3 | 4 | 0 | 12 | 0 | 24 | 3 |
| (1)Incluidos los datos del Campeonato Sudamericano Sub-20 (2015) (2)Incluidos los datos de la Copa Mundial Sub-20 (2015) |               |   |   |   |   |    |   |    |   |

## Palmarés

### Otras distinciones
- Campeonato de Selecciones del Interior Sub-15: 2010[32]
- Campeonato Uruguayo Sub-17: 2012
- Campeonato Uruguayo Sub-19: 2013